# Palma Real Tepenahuac
Palma Real Tepenahuac är en ort i Mexiko.   Den ligger i kommunen Chicontepec och delstaten Veracruz, i den sydöstra delen av landet, 220 km nordost om huvudstaden Mexico City. Palma Real Tepenahuac ligger 156 meter över havet och antalet invånare är 266.
Terrängen runt Palma Real Tepenahuac är platt. Runt Palma Real Tepenahuac är det ganska tätbefolkat, med 83 invånare per kvadratkilometer. Närmaste större samhälle är Chicontepec de Tejada, 19,3 km sydväst om Palma Real Tepenahuac. Trakten runt Palma Real Tepenahuac består till största delen av jordbruksmark.